# Quararibea gigantiflora
Quararibea gigantiflora är en malvaväxtart som beskrevs av Henri François Pittier. Quararibea gigantiflora ingår i släktet Quararibea och familjen malvaväxter. Inga underarter finns listade i Catalogue of Life.